# زاال ان در دوناو
زاال ان در دوناو (به آلمانی: Saal an der Donau) یک شهر در آلمان است که در کلهایم واقع شده‌است.